# Michael Jordan
Michael Jeffrey Jordan (Brooklyn, Nueva York, 17 de febrero de 1963) es un exjugador de baloncesto estadounidense. Con 1,98 metros de altura, jugaba en la posición de escolta. Es considerado por la mayoría de aficionados y especialistas como el mejor jugador de baloncesto de todos los tiempos. Se retiró definitivamente a los cuarenta años en 2003 en los Washington Wizards, tras haberlo hecho en dos ocasiones anteriores, en 1993 y 1998, después de haber jugado 13 temporadas en los Chicago Bulls.
Ganó 6 anillos con Chicago Bulls, promediando 30,1 puntos por partido en toda su carrera deportiva, el mayor promedio en la historia de la liga. También ganó 10 títulos de máximo anotador, 5 MVP de la temporada, 6 MVP de las Finales; fue nombrado en el mejor quinteto de la NBA en diez ocasiones, en el defensivo nueve veces, líder en robos de balón durante tres años y un premio al mejor defensor de la temporada.
Desde 1983, ha aparecido en la portada de la prestigiosa revista deportiva Sports Illustrated en 50 ocasiones, todo un récord, además de ser designado deportista del año en 1991 y mejor atleta del siglo XX por ESPN y segundo tras Babe Ruth por Associated Press.
En la actualidad es el propietario del equipo 23XI Racing en la Copa NASCAR, y, desde 2010 a 2023, fue propietario de los Charlotte Hornets en la NBA.
En 2021 se calculaba que su patrimonio neto era de $1600 millones, fortuna que ascendió a los $3000 millones en octubre de 2023, entrando en la lista Forbes 400, siendo la primera vez que un deportista profesional figura entre las personas más ricas de Estados Unidos.

## Biografía
Michael, hijo de James y Deloris Jordan, nació en Brooklyn, Nueva York. Su familia se mudó a Wilmington, Carolina del Norte, cuando él era niño. Estudió en la Ogden Elementary School, y posteriormente asistió a la preparatoria Emsley A. Laney, donde, debido a sus impresionantes condiciones atléticas, jugó al baloncesto, béisbol y fútbol americano. Sin embargo, fue apartado del equipo de baloncesto en su segundo año porque para su altura (1,80 metros) estaba aparentemente subdesarrollado. El verano siguiente, creció 10 centímetros y se entrenó rigurosamente. En su último año en Laney High, promedió un triple-doble: 29,2 puntos, 11,6 rebotes y 10,1 asistencias, y fue seleccionado en el McDonald's All-American Team.

### Universidad

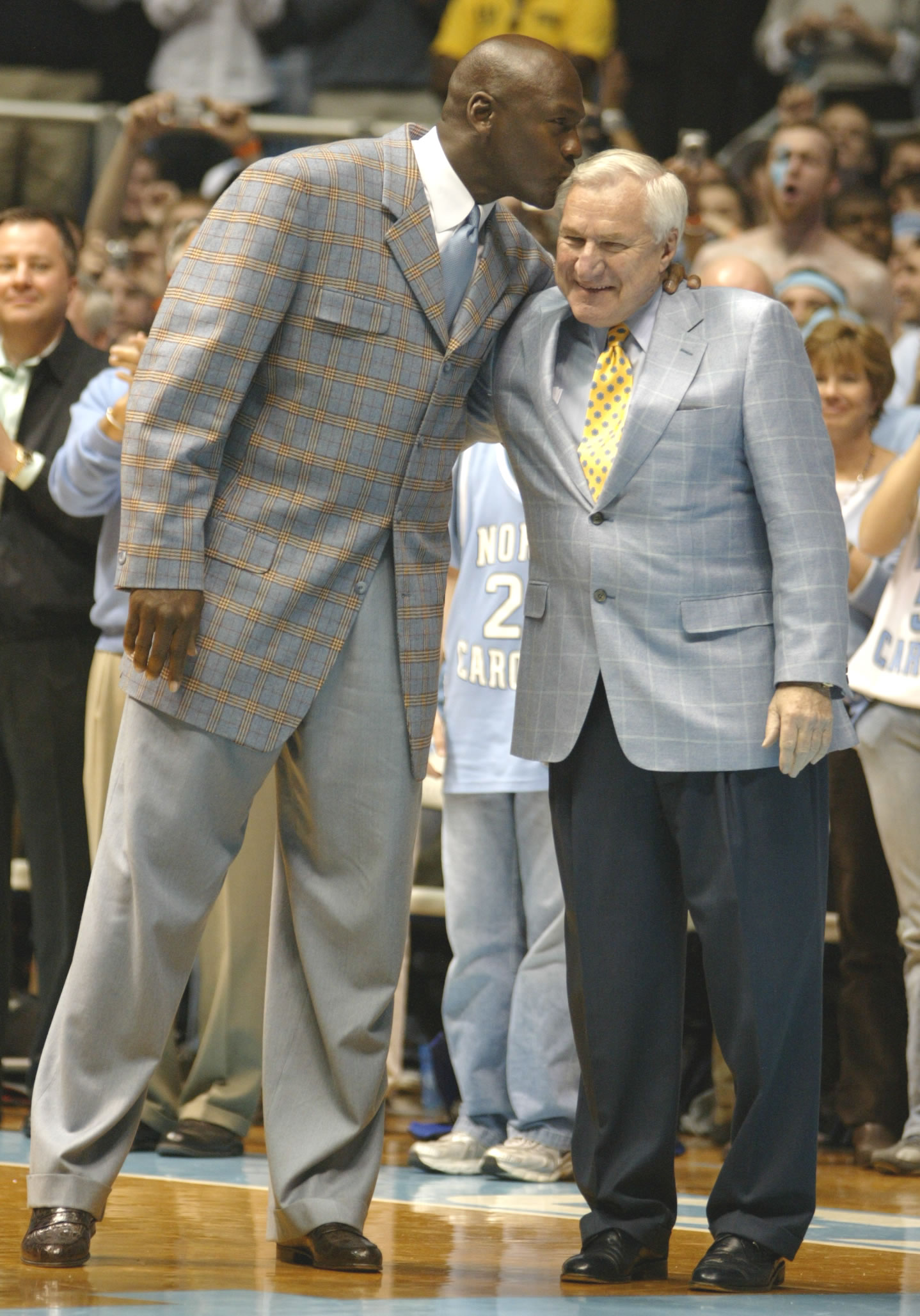
Michael Jordan y Dean Smith, su primer entrenador en la Universidad de North Carolina, en el partido en honor celebrado el 10 de febrero de 2007 a los equipos de baloncesto masculino de esta universidad de 1957 y 1982.

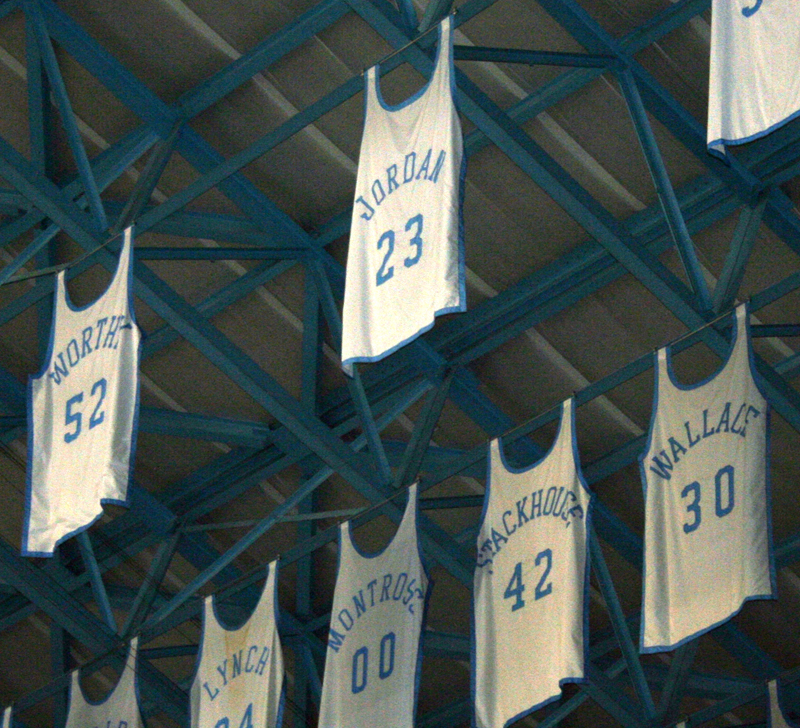
La camiseta de Jordan colgada de las vigas del Smith Center Arena.

Jordan recibió una beca para jugar al baloncesto en la Universidad de North Carolina en la temporada 1981-82, donde se especializó en Geografía. En su primer año fue entrenado por el mítico Dean Smith y fue nombrado el mejor jugador novato de la temporada (ACC Freshman of the Year), promediando 13,4 puntos por partido con un 53,4% en tiros de campo. Por entonces, Jordan era prácticamente un jugador dominante en la pista aunque, aun así, los Tar Heels no estaban liderados por él, sino por James Worthy, futuro integrante del Salón de la Fama. En la final del Campeonato de la NCAA de 1982 ante la Universidad de Georgetown, Jordan dio la victoria a los Tar Heels con una canasta de dos puntos en suspensión a escasos segundos del final para llevarse el campeonato, el primer éxito en su impecable carrera profesional. En el equipo rival se encontraba el pívot Patrick Ewing, futuro jugador de New York Knicks que asistiría, aunque en distinto bando, a noches mágicas en el Madison Square Garden.
Posteriormente fue elegido All-American de la NCAA en las temporadas 1982-83 y 1983-84, y ganó el premio al mejor jugador universitario del año (Naismith College Player of the Year) y el Premio John R. Wooden en la temporada 1983-1984. Abandonó la universidad de ese mismo año para presentarse al Draft de la NBA. Los Houston Rockets eligieron a Hakeem Olajuwon y los Portland Trail Blazers a Sam Bowie, tras lo cual los Chicago Bulls seleccionaron a Jordan en la tercera posición. Jordan volvería a estudiar a la universidad en 1986 para graduarse definitivamente en geografía.

#### Estadísticas
| Año     | Equipo         | PJ  | PT | MPP  | %TC  | %3P  | %TL  | RPP | APP | ROB | TPP | PPP  |
| ------- | -------------- | --- | -- | ---- | ---- | ---- | ---- | --- | --- | --- | --- | ---- |
| 1981–82 | North Carolina | 34  | 32 | 31.7 | .534 | –    | .722 | 4.4 | 1.8 | 1.2 | .2  | 13.5 |
| 1982–83 | North Carolina | 36  | 36 | 30.9 | .535 | .447 | .737 | 5.5 | 1.6 | 2.2 | .8  | 20.0 |
| 1983–84 | North Carolina | 31  | 30 | 29.5 | .551 | –    | .779 | 5.3 | 2.1 | 1.6 | 1.1 | 19.6 |
| Total   | Total          | 101 | 98 | 30.8 | .540 | .447 | .748 | 5.0 | 1.8 | 1.7 | .7  | 17.7 |

## Trayectoria profesional

### Primeros años
Jordan fue un éxito y una sensación inmediata siendo tan solo un novato, año en el que promedió 28,2 puntos por partido con un porcentaje en tiros de campo de 51,5. Rápidamente se convirtió en uno de los jugadores favoritos del público dado su juego espectacular y ofensivo en la pista. Jordan disputó el All-Star Game desde el quinteto inicial en su primer año en la NBA gracias a los votos del público. Esa temporada también se llevaría el Rookie del Año, batiendo además el récord de más puntos obtenidos por un novato en un partido en la historia de la franquicia, con 49 ante los Detroit Pistons de Isiah Thomas. Los Bulls finalizaron la temporada con un récord de 38-44, pero perdieron en primera ronda de las eliminatorias ante Milwaukee Bucks en cuatro partidos.
En su segunda temporada, Jordan debió ausentarse debido a una lesión en el pie. Sin embargo, a pesar de su baja, los Bulls terminaron la campaña con un 30-52 y fueron eliminados por Boston Celtics en la primera ronda por 3-0. Jordan se recuperó a tiempo para jugar la postemporada, pero no pudo evitar la eliminación de su equipo ante la máquina imparable que eran los Celtics de Larry Bird. Aun así, el segundo partido entró en la historia de la NBA debido a la soberana actuación individual de Jordan, la cual lo convirtió en el jugador que más puntos ha anotado en un partido de eliminatorias, con 63. Tras el partido, que se decidió en la prórroga, las palabras de Larry Bird no podían resumir mejor el increíble partido realizado por Jordan: «he visto a Dios disfrazado de jugador de baloncesto».
A la temporada siguiente, ya recuperado totalmente de su lesión, consiguió uno de los promedios anotadores más altos de la historia de la NBA, con 37,1 por partido, siendo el único jugador aparte de Wilt Chamberlain en anotar más de 3000 puntos en una sola temporada. A pesar de sus grandes números, Magic Johnson le arrebató el MVP de forma clara por 733 puntos frente a los 449 de Jordan. Los Bulls ganaron 40 partidos y se colaron en las eliminatorias por tercer año consecutivo. Sin embargo, de nuevo fueron barridos por los Celtics.

### Frenado por los Bad Boys

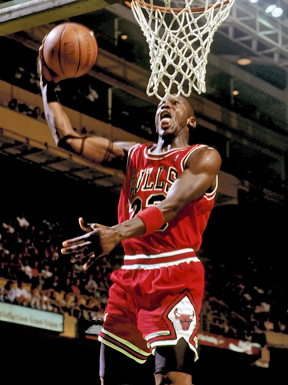
Jordan, en 1987.

Tuvo otra excelente temporada en la 1987-88 promediando 35 puntos con 53,5 % en tiro, ganando por fin su primer MVP de la temporada. Además de ello, también recibió el premio al Mejor Defensor, una rareza para un jugador de perímetro, con un promedio de 1,6 tapones y 3,16 robos de balón. Los Bulls finalizaron 50-32 y Jordan superó por primera vez en su carrera la primera ronda de las eliminatorias al vencer a Cleveland Cavaliers en cinco partidos. Sin embargo, fueron eliminados en las semifinales de conferencia ante los experimentados Detroit Pistons liderados por Isiah Thomas y su grupo de Bad Boys.
En la temporada 1988-89, Jordan promedió 32,5 puntos por partido (53,8% en tiros de campo) y los Bulls alcanzaron las 47 victorias. En playoffs avanzaron hasta las finales de la Conferencia Este dejando a Cavaliers y Knicks en el camino. En la serie ante los Cavs, cabe destacar la mítica canasta en la bocina de Jordan ante Craig Ehlo denominada "El Tiro" (The Shot). Con este tiro se decidió la eliminatoria. Sin embargo, una vez más los Pistons se cruzarían en el camino de los Bulls, esta vez eliminándoles en seis partidos utilizando las Jordan Rules, una estrategia defensiva que consistía en dobles e incluso triples defensas ante el escolta cada vez que tocaba el balón. Esta táctica inventada por Chuck Daly sería re-utilizada por los Knicks de los 90.
Los Bulls de la temporada 1989-90 eran un equipo en crecimiento. Liderados por Jordan y por nuevos y jóvenes jugadores como Scottie Pippen y Horace Grant, se convirtieron en un equipo más peligroso y cohesivo bajo la dirección del entrenador Phil Jackson. Jordan promediaría 33,6 puntos por noche (52,6 %) liderando a los Bulls a un récord de 55-27. Dejando en ruta a Philadelphia 76ers, llegarían una temporada más a las finales de conferencia y por tercera vez consecutiva los Pistons le apartarían de la gloria. Detroit ganó su segundo anillo seguido y las dudas acerca de si los Bulls podrían batirlos alguna vez estaban presentes en todo Estados Unidos. Chicago entró en la temporada 1990-91 preguntándose si podría formar finalmente un equipo capaz de ganar un campeonato.

### Primerthree-peat
Ya en la temporada 1990-91, Jordan estaba más motivado que nunca después de la eliminación ante los Pistons. Ese año ganó su segundo MVP con un promedio de 31,5 puntos, 6,0 rebotes y 5,5 asistencias por partido en la temporada. Los Bulls finalizaron en primer lugar por primera vez en 16 años y consiguieron el récord de la franquicia ganando 61 partidos. Con Scottie Pippen jugando como si de un All-Star se tratase, los Bulls se elevaron a otro nivel. En las dos primeras rondas de las eliminatorias, eliminaron a New York Knicks y Philadelphia 76ers, llegando a la final de conferencia con los Pistons de nuevo esperándolos. Sin embargo, Chicago ya jugaba como un equipo y Jordan estaba rodeado de grandes jugadores. Jordan hizo mejores a sus compañeros e incluso las Jordan Rules fueron inútiles. Los Bulls sorprendentemente barrieron a los Pistons. Al final del cuarto y último encuentro, Thomas condujo a sus compañeros al túnel de vestuarios cuando aún no había sonado la bocina que dictaba el final del partido, renunciando así a los apretones de manos que se acostumbra al final de los encuentros.
En las Finales de la NBA se encontrarían a Los Angeles Lakers de Magic Johnson. Ganaron en cinco partidos y finalizaron los playoffs con un excelente 15-2. Cabe destacar una jugada que aún sigue en la memoria de los aficionados a la NBA, no es otro que el rectificado en el aire de Jordan cambiándose el balón de mano para anotar una mítica canasta ante una zona poblada de jugadores de los Lakers. Michael Jordan ganó su primer MVP de las Finales y lloró sosteniendo el trofeo de campeón.
Jordan y los Bulls continuaron su dominio en la temporada 1991-92, estableciendo otro nuevo récord de la franquicia al ganar 67 partidos y perder tan solo 15. Jordan ganó su tercer MVP (segundo consecutivo) con promedios de 30,1/6,4/6,1. Tras ganar a los Knicks en siete duros encuentros en la segunda ronda de eliminatorias y a los Cavs en seis en las Finales de Conferencia, los Bulls se plantaron de nuevo en las Finales de la NBA. Esta vez el rival se trataba de Portland Trail Blazers, liderados por Clyde Drexler. Los medios de comunicación, esperando recrear una rivalidad del tipo Magic-Bird con Jordan-Drexler, comparó a ambos jugadores en todo momento en las promociones previas a las finales. En el primer encuentro, Jordan finalizó la primera mitad con 35 puntos y terminó el partido con 39. En la primera parte, anotó seis triples, memorable el último, encogiéndose de hombros y mirando a su banquillo como diciendo: "no puedo contenerme a mi mismo". Momento especial también el del sexto partido de aquella final en la que los Bulls perdían por 15 puntos al iniciar al último periodo, parecía que todo se decidiría en un séptimo y definitivo juego pero; los Bulls resolvieron el juego y ganarían el anillo en seis partidos con un enorme Jordan promediando 35,8 puntos, 4,8 rebotes y 6,5 asistencias, siendo nombrado MVP de las Finales por segunda vez. Drexler terminó con unos nada desdeñables 24,8 puntos, 7,5 rebotes y 5,3 asistencias por partido.
En la temporada 1992-93, a pesar de sus números: 32,6-6,7-5,5, no pudo llevarse su tercer MVP consecutivo, que fue a parar a las manos de su amigo Charles Barkley. Esto solo hizo motivar más a Michael, que se encontraría con Barkley y sus Phoenix Suns en las Finales de la NBA. No con facilidad, los Bulls lograrían su primer "three-peat" (tres anillos consecutivos) en seis duros encuentros, este último gracias a un tiro de John Paxson a pase de Horace Grant que daba la victoria a Chicago y un tapón en el último segundo de Grant a Kevin Johnson. Jordan promedió 41 puntos en las Finales, ganando el MVP de las mismas, un hecho histórico, ya que nadie en la historia de la NBA ha ganado dicho premio en tres ocasiones consecutivas hasta Shaquille O'Neal (2000 a 2002 con L.A. Lakers).

### Primera retirada
El 6 de octubre de 1993, Michael Jordan anunció que se retiraba del baloncesto, alegando que ya no disfrutaba jugar como antes. Además, la muerte de su padre en julio influyó mucho en su decisión. James Jordan fue asesinado el 23 de julio de 1993 en un área de descanso de una carretera en Lumberton, Carolina del Norte, por Daniel Green y Larry Martin Demery, quienes posteriormente fueron condenados a cadena perpetua. Tras el asesinato, los delincuentes robaron además el Lexus que Michael había regalado a su padre, valorado en 40.000 dólares. Jordan creó un club Boys & Girls en Chicago dedicado a su padre, llamado James Jordan Boys & Girls Club; con todo, gente cercana a Mike afirma que el jugador consideró retirarse en 1992 tras los Juegos Olímpicos de Barcelona, donde ganó la medalla de oro con el Dream Team. En cualquier caso, el anuncio de su retirada apareció en las primeras páginas de periódicos de todo el mundo. Según Michael, la muerte de su padre le dio el giro definitivo a su decisión de abandonar el baloncesto.

### Carrera en béisbol

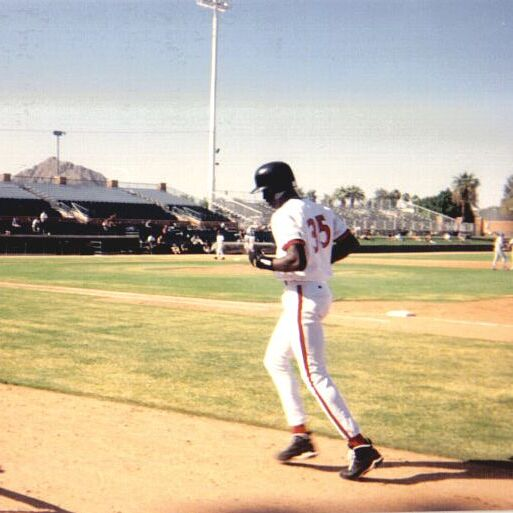
Jordan en su etapa en Scottsdale Scorpions.

Tras su retirada del baloncesto, Jordan sorprendió al mundo del deporte firmando un contrato con los Chicago White Sox, un equipo de béisbol de la Major League Baseball que competía en la Liga Americana. Según Jordan, el motivo de comenzar a jugar al béisbol era por una promesa que hizo con su padre, recién fallecido. Jordan comenzó a entrenar en verano y el 31 de marzo de 1994 fue asignado al equipo. Los Chicago White Sox eran otro equipo propiedad del magnate Jerry Reinsdorf, el mismo dueño de los Chicago Bulls, quien continuó pagando el contrato baloncestístico de Jordan durante sus dos años dedicados al béisbol. Jordan formó parte de los Chicago White Sox en ligas menores con los Birmingham Barons, equipo afiliado a los White Sox. La carrera de Jordan en este segundo equipo no fue nada destacado y pronto decidió colgar el bate para regresar a la NBA.

### «He vuelto»: regreso a la NBA
En la temporada 1993-94, los Bulls sin Jordan obtuvieron un sorprendente récord de 55-27, siendo eliminados en segunda ronda de playoffs por New York Knicks. Pero en la 1994-95, la versión de los Bulls no era ni una sombra de lo que había sido los dos años liderados por Michael Jordan, ya que a mitad de temporada estaban luchando por un puesto en playoffs, consiguiendo finalmente una racha prodigiosa que les salvó del abismo. Esta recuperación llegó con el regreso de Jordan a la NBA, y por lo tanto, a Chicago. El 18 de marzo de 1995, Jordan anunció su vuelta a la NBA por un boletín de prensa de tan solo dos palabras: «I'm back» («He vuelto»). Al día siguiente, Michael jugó el partido con el dorsal 45 (su número con los Barons), ya que su clásico 23 había sido retirado en honor a él mismo. Su debut en la temporada se produjo en Indianápolis ante Indiana Pacers, anotando 19 puntos pero sin poder evitar la derrota. Aunque llevaba un tiempo sin jugar, anotó 55 puntos ante los Knicks en el Madison unos días después de su vuelta a las canchas, el 29 de marzo de 1995. Condujo a los Bulls a un balance de 9-1 durante el mes de abril de ese año, llevándolos a las eliminatorias. Chicago avanzó hasta semifinales de conferencia ante Orlando Magic, serie en la que Jordan promedió 31,5 puntos por partido, pero perdió los dos últimos balones del partido definitivo, algo a lo que nadie estaba acostumbrado: Jordan no estuvo a la altura y los Bulls cayeron eliminados al cabo de seis partidos. Tras el primer partido de la eliminatoria, Nick Anderson declaró que "no se parecía al Michael Jordan de los viejos tiempos". Por ello, un extra-motivado Jordan volvió a utilizar su dorsal 23 de nuevo. Mientras esta acción pudo haber sido una tentativa de recobrar su misterio y predominio, le costó una multa a la franquicia ya que no se avisó a la NBA de un cambio de dorsal. Ese verano Jordan se entrenó con más rabia que nunca, la antesala del que iba a ser uno de los mejores años de la historia de un equipo en las ligas profesionales americanas.

### El segundo "three-peat"
Motivado por la eliminación ante los Magic, Jordan se entrenó intensamente para la temporada 1995-96. Los Bulls, reforzados por el especialista en rebotes Dennis Rodman, arrasaron en la temporada regular, comenzando la liga con 12 triunfos consecutivos y llegando a mitad de temporada con un balance de 41-3 para finalizar con 72-10, el segundo mejor récord de la historia de la NBA (siendo superado en la temporada 2015-16 por los Golden State Warriors de Stephen Curry y compañía). Jordan lideró la liga en anotación promediando 30,1 puntos por partido y ganando el MVP de la temporada y del All-Star Game. En playoffs, los Bulls tan solo perdieron tres partidos en cuatro rondas, venciendo a Seattle SuperSonics de Gary Payton y Shawn Kemp en las Finales. En una verdadera batalla, los Bulls consiguieron de nuevo con la ayuda de Dennis Rodman el título que hacía 3 años que no ganaban. Mostraron un nivel sorprendente, con un Scottie Pippen y un Brian Williams inspirados; Jordan fue nombrado por cuarta vez MVP de las Finales, superando así a Magic Johnson.

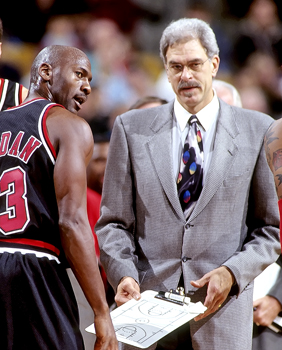
Jordan, junto a Phil Jackson en 1997.

En la temporada 1996-97, a punto estuvieron de completar otra temporada más de 70 victorias, tras perder los dos últimos partidos y finalizar con un 69-13. Sin embargo, ese año Jordan fue vencido por Karl Malone en la lucha por el MVP. Chicago llegó por quinta vez a las Finales de la NBA, donde este año tocaba el Utah Jazz del dúo Karl Malone-John Stockton. La serie ante los Jazz destacó por dos de los momentos más memorables de la carrera de Michael Jordan. El primer encuentro lo ganó Chicago con un tiro en la bocina de Jordan, ante la defensa de Bryon Russell, con solo 2 segundos en el reloj, para que los Bulls se llevaran el primero de esa intensa serie. En el quinto partido, un Jordan con fiebre anotó 38 puntos para romper el empate a 2 que reinaba en la eliminatoria. Los Bulls vencieron 90-88 y después consiguieron la victoria definitiva en Chicago cerrando aquel encuentro con una memorable asistencia de Jordan para un enceste de su compañero de equipo Steve Kerr (el jugador con el mejor porcentaje en triples de la historia) (4-2); los Jazz intentarían igualar el marcador con una última jugada, pero Scottie Pippen interceptó el balón y dio una asistencia a Toni Kukoč, quien cerró el encuentro con un mate. Jordan recibió, por quinta vez, el MVP de las Finales.
En la temporada 1997-98, los Bulls bajaron un poco el pistón, logrando un balance de 62-20 con Michael Jordan promediando 28,7 puntos y liderando la liga en anotación, ganando el MVP de la temporada y del All-Star, y siendo nombrado en los primeros quintetos de la temporada y en el defensivo. Por tercera vez consecutiva ganaron la Conferencia Este y se colaron en las Finales de la NBA de nuevo ante Utah Jazz, pero esta vez los Utah Jazz se quedaron con el mejor récord de la NBA, y se esperaba una final intensa con Malone y Stockton buscando revancha. Jordan mostró un nivel fuera de serie donde los Bulls, en el tercer partido, prácticamente apabullaron a los Utah Jazz, quedando en la memoria de todos los que vivieron este encuentro la peor derrota de las finales 96 a 54. En conferencia de prensa Michael dijo: 

"Si el rival está mal, hay que seguir atacándole".

Tras ir venciendo 3-2 en los primeros cinco encuentros, los Bulls regresaron a Utah para disputar el sexto partido el 14 de junio de 1998. A falta de 40 segundos Chicago iba 86-83 abajo. Tras un tiempo muerto pedido por Jackson, Jordan anotó una bandeja ante varios defensores de los Jazz, colocando al equipo un punto abajo (86-85). En la nueva posesión de Utah, Malone estaba situado en el poste bajo, defendido por Rodman. Tras recibir Malone el balón, Jordan llegó por detrás, le robó el balón y calmó la posesión subiendo la pelota. Frenó el ataque sobre la línea de tres, sobre la defensa de Bryon Russell. Tras unos instantes botando pausadamente el balón, Jordan se dispuso a atacar la canasta de Utah, rápidamente perseguido por Russell, quitándoselo de encima con una finta que le mandó unos metros para atrás y resbalándose. Jordan, sin defensa alguna, lanzó y anotó la canasta que acto seguido daría la victoria y el título a Chicago. Sería su última canasta con la roja de los Bulls. El Delta Center quedó totalmente en silencio, Jordan los calló con una genialidad. Dicha jugada sería repetida insaciablemente años después, siendo una de las canastas más famosas de la historia de la NBA. Tras un triple errado desesperado de Stockton, Chicago se aseguró su segundo "three-peat", o lo que es lo mismo, su sexto campeonato en ocho años. Siempre quedará la duda de a dónde hubiera llegado este equipo si Jordan no se hubiera retirado. Michael fue de nuevo MVP de las Finales, promediando más de 30 puntos y anotando 45 en el último partido. Los seis MVP de las Finales de Jordan es un récord en la NBA.
Esta heroica actuación pareció ser el punto final perfecto para terminar su carrera. Con Phil Jackson terminando contrato, las probables bajas de Pippen (quién declaró su deseo de ser traspasado durante la temporada) y Rodman (que firmaría por los Lakers como agente libre), y el cierre patronal de la NBA (conocido como NBA lockout), llevaron a Jordan a anunciar su retirada el 13 de enero de 1999. La NBA se quedaba de nuevo coja. En la segunda rueda de prensa de su retirada, rindió tributo a un policía de Chicago asesinado días atrás.

### Washington Wizards

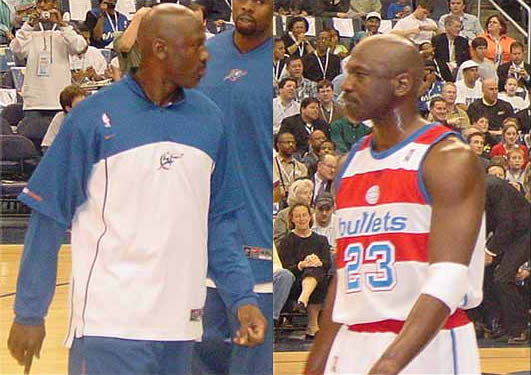
Jordan, como jugador de los Wizards.

El 19 de enero de 2000, Jordan regresó a la NBA pero no como jugador, sino como Presidente Operativo de Washington Wizards. Sus responsabilidades con el club eran de directivo, como era él en todos los aspectos del equipo, incluyendo las decisiones personales. Menos de un mes antes, Jordan ganó cuatro Premios ESPY: Atleta del Siglo, Atleta Masculino de los 90, Mejor Jugador de Baloncesto de los 90 y Jugada de la Década, en referencia al rectificado en el aire con posterior bandeja ante los Lakers en las Finales de 1991.
Las opiniones sobre Jordan como ejecutivo eran muy variadas. Logró desligar del equipo a varios jugadores con salarios muy altos, como Juwan Howard y Rod Strickland, pero su decisión de seleccionar con el número 1 del Draft a Kwame Brown, procedente del instituto, fue muy criticada, y a la larga pésima.
A pesar de que en enero de 1999 afirmó que había un "99,9%" de probabilidades de que no regresara a las pistas, Jordan comenzó a declarar en el verano de 2001 que era posible su vuelta como jugador, esta vez con un nuevo equipo, los Wizards. Inspirado por la reaparición de la estrella de la NHL y amigo Mario Lemieux el invierno anterior, Jordan pasó la mayor parte de la primavera y verano de 2001 entrenándose en Chicago con jugadores de la NBA. Además, Jordan firmó a su antiguo entrenador Doug Collins para que entrenase a los Wizards la siguiente temporada, una decisión en la que muchos vieron una futura vuelta de Jordan. Con el inicio de la temporada acercándose cada vez más, las probabilidades de 0,1% desaparecieron. De todos modos, Michael Jordan no prometía nada.

#### Segunda vuelta
En una rueda de prensa el 10 de septiembre de 2001, insinuó su reaparición, pero negó los rumores sobre su vuelta el mes anterior. El 25 de septiembre, anunció su segunda vuelta a la NBA, además de afirmar que donaría su sueldo a las víctimas del atentado del 11 de septiembre. Aunque físicamente no era el mismo de antaño y pese a las lesiones que lo limitaron continuamente durante la temporada, los promedios de Jordan no fueron nada malos: 22,9 puntos por partido, 5,2 asistencias, 5,7 rebotes y 1,42 robos de balón, liderando a los jóvenes Wizards a un paso de disputar la postemporada a pesar del flojo equipo con el que contaban. Además, los 41 partidos disputados por Jordan en el MCI Center fueron un lleno absoluto, así como en cada pabellón durante los dos años que vistió la camiseta de los Wizards. También ayudó a una formidable racha de nueve partidos consecutivos ganados, desde el 6 de diciembre al 26 del mismo mes, y durante un breve tiempo se habló de él como candidato al MVP. El 29 de diciembre anotó 51 puntos en la victoria ante Charlotte Hornets en casa. Debido a las lesiones, solo pudo jugar 60 de los 82 encuentros de la temporada regular. Tras jugar su 14.º All-Star Game, superó a Kareem Abdul-Jabbar en la tabla de anotadores en la historia del All-Star. La temporada 2002-03 fue anunciada desde el principio como la última y definitiva, esta vez sí, de Michael Jordan, y no decepcionó. Esa campaña fue el único jugador de Washington en disputar todos los encuentros de la temporada regular, siendo titular en 67 de ellos. Promedió 20 puntos, 6,1 rebotes, 3,8 asistencias y 1,5 robos por partido. A la edad de 40 años, anotó 20 o más puntos en 42 ocasiones, 30 o más en nueve, y 40 o más en tres.
El 21 de febrero de 2003, Jordan se convirtió en el primer jugador de la NBA en anotar 40 o más puntos con 40 años, en la victoria de los Wizards ante los Nets en el MCI Center con 43 puntos de Michael. Los números de asistencia del público descendieron un poco ese año, aunque aun así los Wizards estaban en un promedio de 20 173 espectadores en el MCI Center, y 19 311 fuera de casa. El único "pero" era la ausencia de partidos de playoffs en esos dos años.
Reconociendo que sería el último año de Jordan como jugador de la NBA, hubo homenajes en casi todos los pabellones de la liga. En su último partido en Chicago, el público del United Center le dio una ovación tan grande que el propio Jordan tuvo que interrumpirla, dando un discurso improvisado, aunque no calmando a la afición. Una muestra de respeto fue la retirada por parte de Miami Heat del dorsal 23 el 11 de abril de 2003 en honor a él, a pesar de no haber jugado jamás un partido con la camiseta de los de Florida. En su partido final en el MCI Center, recibió un tributo del Secretario de Defensa Donald Rumsfeld, que le obsequió la bandera izada en el Pentágono el 11 de septiembre de 2002, un año después de los trágicos atentados. En el All-Star Game de 2003, Vince Carter le cedió su plaza en el quinteto titular y la ceremonia del descanso fue dedicada a Jordan, completada con una actuación musical de Mariah Carey en su honor.
Filadelfia fue el escenario de su último encuentro como jugador de la NBA, el 16 de abril de 2003 ante los 76ers. Jugando pocos minutos debido a la gran ventaja de los locales en el marcador, Jordan anotó 16 puntos. En los minutos finales del partido, Jordan entró de nuevo en juego, después de que el público de Filadelfia cantara "queremos a Michael". A falta de 1:44 para el final, Jordan anotó sus dos últimos tiros libres y se sentó tras una increíble ovación de más de tres minutos de duración.
Jordan se retiró anotando 32 292 puntos en toda su carrera, solo superado, en ese momento, por Kareem Abdul-Jabbar y Karl Malone en toda la historia de la NBA.

## Selección nacional
La primera participación de Jordan con la selección nacional fue antes de ingresar en la universidad, en el Festival Olímpico organizado por el Comité Olímpico estadounidense en verano de 1981. En él, formó parte del U. S. Olympic Festival South Team que consiguió la medalla de plata, promediando 13,5 puntos y 4 rebotes por partido.
Al verano siguiente, en 1982, viajó a Europa a participar en un torneo amistoso para la conmemoración del 50 aniversario de la FIBA. Allí, el combinado estadounidense, se enfrentó en cinco encuentros a un combinado de las mejores estrellas europeas, y a la selección de Yugoslavia. Ganaron 2 de los 5 encuentros, y Michael promedió 18 puntos por partido.
Jordan hizo su debut en un torneo oficial con la selección nacional estadounidense en los Juegos Panamericanos de 1983 en Caracas, Venezuela. El equipo, entrenado por Jack Hartman, ganó la medalla de oro y Michael lideró al equipo en anotación, con 17,3 puntos por partido.

### Juegos Olímpicos

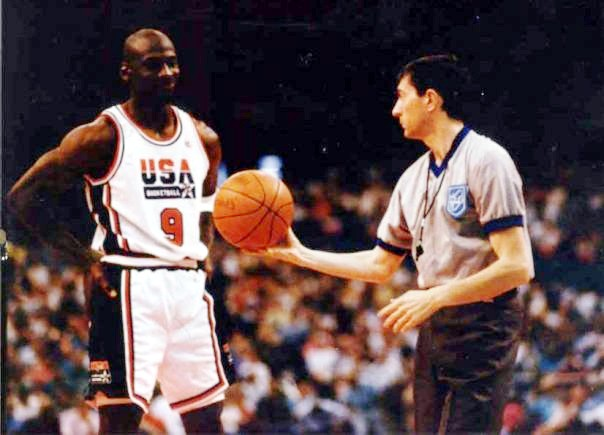
Jordan, con la camiseta de la selección en 1992.

Jordan participó en dos Juegos Olímpicos, llevándose la medalla de oro en ambos. El primero, siendo aún universitario, fue en los Juegos Olímpicos de Los Ángeles 1984. Un equipo con Patrick Ewing, Sam Perkins, Chris Mullin, Steve Alford, y Wayman Tisdale y entrenados por Bob Knight, ganaron a la selección española en la final. Michael fue también el máximo anotador del equipo con 17,1 puntos por partido.
En Los Juegos de 1992 en Barcelona, formó parte del Dream Team original, considerado como el mejor equipo de baloncesto de la historia. En él se encontraban leyendas como Magic Johnson y Larry Bird, junto con otras estrellas como Scottie Pippen, Charles Barkley, Karl Malone, David Robinson, John Stockton, Patrick Ewing o Clyde Drexler.
Jordan fue el único integrante de aquél equipo, que fue titular en los 8 encuentros del campeonato, promediando 14,9 puntos por partido, siendo el segundo máximo anotador por detrás de Barkley. Estados Unidos se llevó el oro al vencer en la final a la selección de Croacia.
Jordan, Ewing y Mullin son los únicos jugadores que han logrado una medalla de oro como amateurs (1984) y como profesionales (1992).
En junio de ese mismo año, habían participado en el Campeonato FIBA Américas de 1992 disputado en Portland, donde también habían ganado el oro ante Venezuela.
El equipo estadounidense no perdió un solo encuentro, en los cuatro torneos oficiales en los que participó Jordan.
Polémica con Isiah Thomas
Se rumorea que Jordan influyó en la no selección de Isiah Thomas para el combinado, debido a problemas entre ambos en el All-Star de 1985 (un año fue MVP Thomas y al siguiente Jordan, fruto de la motivación en su rivalidad) y por la rivalidad de Pistons y Bulls de finales de los 80 y principios de los 90. Pero la realidad es que Jordan no quería participar en los juegos de Barcelona 92, decía que ya tenía una medalla de oro, pero la insistencia de jugadores como Magic que llegó a pedirle ante los medios de forma graciosa (se puso de rodillas en tono jocoso, diciendo "please, please!") que por favor fuera a los juegos olímpicos, que no podían ser el Dream Team sin él. Esto cambió la previsión del equipo que había estado prácticamente seleccionado e Isiah Thomas se quedó fuera del equipo al entrar Jordan después de este replantearse su presencia. El equipo ya estaba cubierto por varios bases y escoltas y Thomas se quedó fuera.

## Perfil de jugador
La posición natural de Jordan era la de escolta, aunque también jugó de base en sus primeros años en la liga y de alero en momentos puntuales (sobre todo en Washington), siendo siempre la posición de escolta desde donde dominaba el juego. Ha sido conocido como uno de los jugadores más decisivos en los momentos finales de partido de todos los tiempos. Decidió incontables partidos, algunos heroicamente (como "El Tiro" ante los Cavs en 1989) y otros de manera casi inhumana (su partido de 38 puntos para ganar a los Jazz jugando con fiebre en las finales de 1997). Su competitividad era visible por su trash talk (lenguaje soez) durante los partidos, aunque también era conocido por su fanática ética de trabajo.
Ofensivamente era casi imparable. Ganador de dos concursos de mates consecutivos, era además muy fiable en la línea de tiros libres, siendo, con 8.772, el noveno jugador en la historia en lanzar más tiros libres. Una de sus jugadas más clásicas era el fade away (lanzar echándose para atrás) con tiro en suspensión, usando sus más de 40 pulgadas de salto vertical para deshacerse de las tentativas de tapón de sus defensores. Hubie Brown declaró que solo ese movimiento ya le hacía imparable. Con sus 5,3 asistencias promediadas en toda su carrera se demostraba el compañerismo y la buena voluntad de Michael Jordan sobre la cancha. En sus últimos años, además, se convirtió en una auténtica amenaza desde la línea de triples, teniendo un 9/52 en su año rookie (17,3%) para, posteriormente, un 111/260 (42,7%) en la 1996-97 (durante 3 temporadas, 94-95 a 96-97, la distancia del triple se redujo a 6,75 m). También era un gran reboteador para ser un jugador de perímetro, promediando en su carrera 6,2 rebotes por encuentro.
Pero Michael Jordan es además uno de los mejores defensores de la historia del baloncesto. Sus 2.514 robos de balón le colocan en la segunda posición de todos los tiempos solo por detrás de John Stockton. Promedió 3,16 robos por partido de temporada regular en 1987-88, 2,9 en 1988-89 y 1986-87, y 2,8 en 1992-93. Además, batió el récord de tapones por un guard (base/escolta) y junto a su capacidad de robar balones le convirtió en un jugador temible en defensa.

## Vida personal

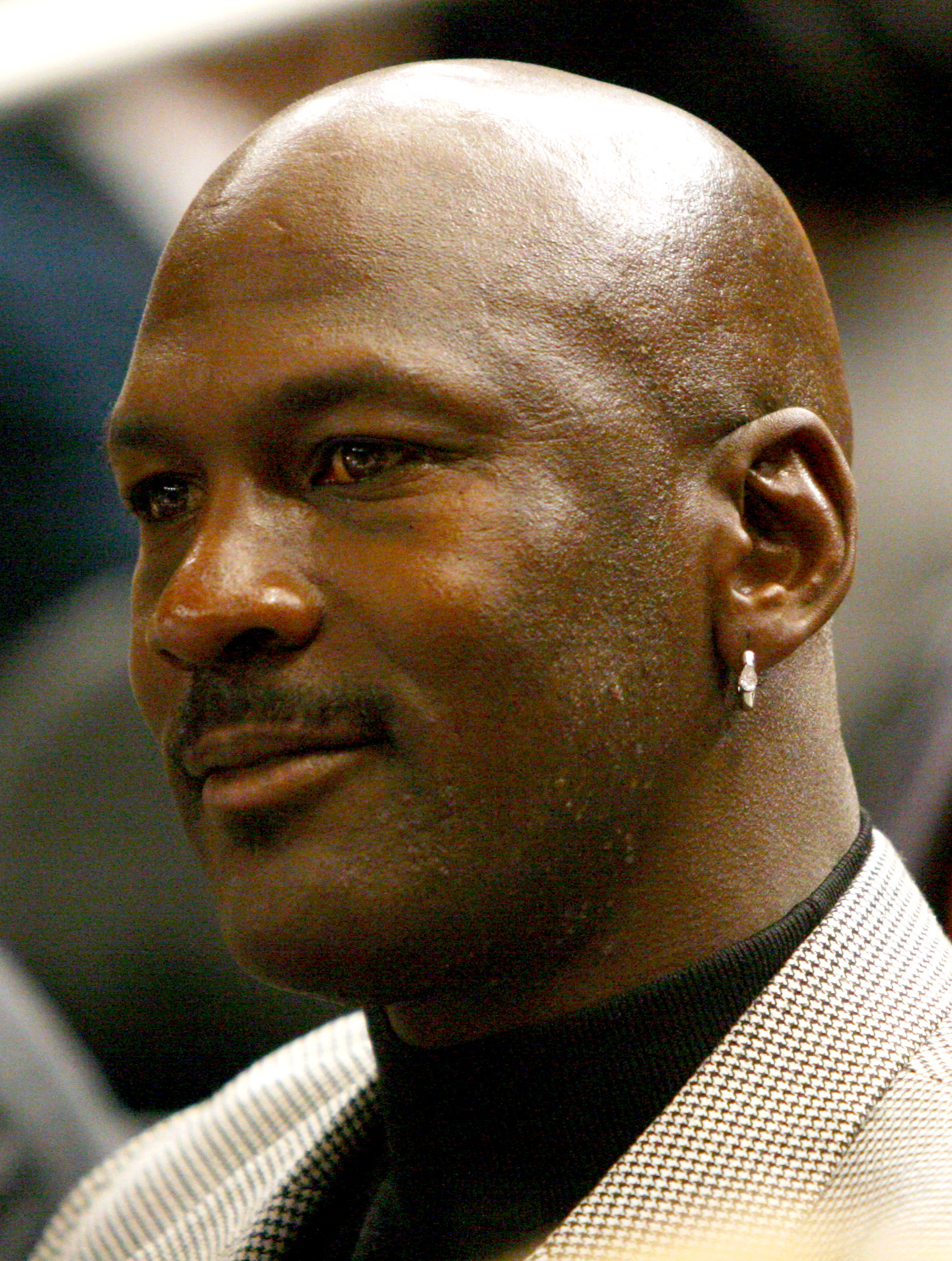
Michael Jordan.

Jordan es el cuarto de cinco hijos. Tiene dos hermanos mayores, Larry y James, y dos hermanas, una mayor (Delores) y otra pequeña (Roslyn). Su hermano mayor James fue sargento mayor de la 35ta Signal Brigade del XXVII Cuerpo Aerotransportado del Ejército de los Estados Unidos.
En septiembre de 1989 se casó con Juanita Vanoy, con quien tuvo dos hijos, Jeffrey Michael y Marcus James, y una hija, Jasmine. 
Michael y Juanita informaron el 4 de enero de 2002 que se iban a divorciar debido a diferencias irreconciliables, aunque posteriormente se reconciliaron.
El 21 de julio de 2006, un juzgado de Cook County, Illinois, determinó que Jordan no debía pagar a Karla Knafel, una antigua amante, 5 millones de dólares. Knafel demandó que esa era la cantidad acordada con Jordan para permanecer callada y no presentar una prueba de paternidad después de que Knafel quedara embarazada en 1991. Una prueba de ADN demostró que Jordan no era el padre del niño. El abogado de Knafel, Michael Hannafan, dijo que su cliente apelaría hasta la última instancia.
Finalmente, el 29 de diciembre de 2006 presentaron su divorcio de manera "mutua y cordial".
Se reportó que Juanita recibiría $168 millones, convirtiéndose en el mayor acuerdo de divorcio de un famoso registrado públicamente en ese momento.
Jordan residió en Highland Park, Illinois, y sus dos hijos varones asistieron a Loyola Academy, un instituto privado católico de Wilmette, Illinois, donde además empezaron a despuntar jugando a baloncesto.
Jeffrey, su hijo mayor, jugó al baloncesto en la Universidad de Illinois, mientras que Marcus lo hizo en la Universidad de Florida Central. Por su parte Jasmine estudió administración deportiva en la Universidad de Syracuse, y se hizo representante de campo de la marca Nike Jordan.
En agosto de 2013, con 50 años, se casa con Yvette Prieto de 34 en Palm Beach (Florida) tras un largo noviazgo. En febrero de 2014 darían a luz a las gemelas Victoria e Ysabel. En ese momento, los otros tres hijos de Michael tenían 25, 22 y 21 respectivamente.
Se convirtió en abuelo en mayo de 2019, de un niño, Rakeem Michael Christmas, por parte de su hija Jasmine y del jugador profesional Rakeem Christmas.

## Figura mediática y negocios

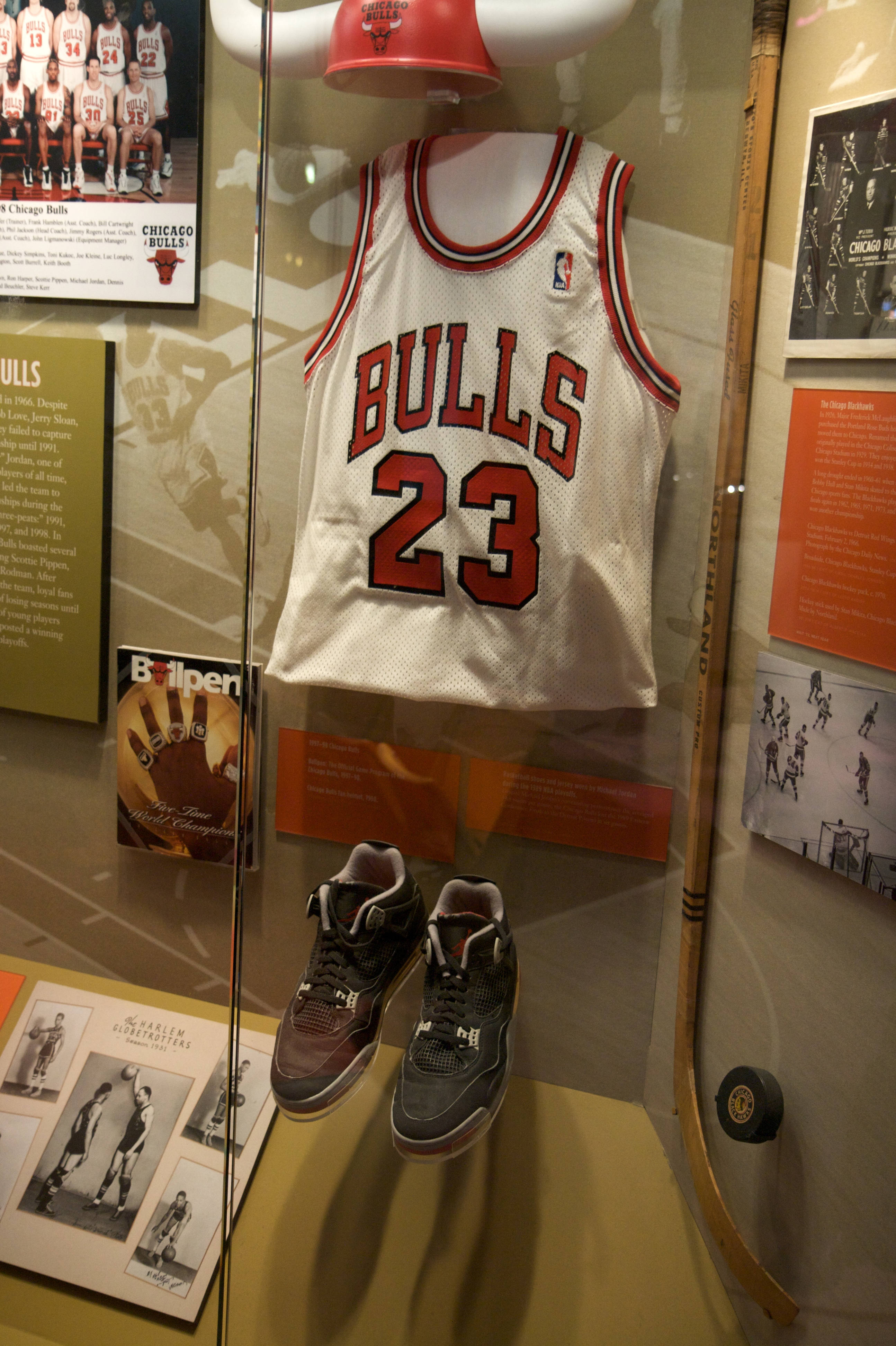
Camiseta y zapatillas de Michael Jordan, en el Chicago History Museum.

Jordan es una de las figuras más comercializadas de la historia del deporte. Ha sido la imagen principal de marcas como Nike, Coca-Cola, Chevrolet, Gatorade, Hanes, McDonald's, Ball Park Franks, Rayovac y MCI. Primero apareció en las cajas de cereales Wheaties en 1988 y actuó como su portavoz durante varios años. También ha aparecido en varias campañas de patrocinio de la línea de ropa Hanes, como la de principios de siglo titulada "Go Tagless" y la de 2005 "Look who we've got our Hanes on now". Jordan ha estado largamente relacionado con Gatorade, saliendo en más de 20 anuncios de la bebida. Uno de sus anuncios más famosos es el de "Like Mike" en el que aparecía una canción cantada por niños que deseaba ser como Jordan. Durante muchos años ha sido la mascota real de Nestlé Crunch, apareciendo en sus productos y su publicidad.
Nike creó un tipo de zapatillas para él, las Air Jordan. Uno de los anuncios más populares de Nike implicó a Spike Lee haciendo de Mars Blackmon e intentando encontrar la fuente de las habilidades de Jordan, quedándose convencido de que debe de ser debido a las zapatillas. El anuncio produjo una fuerte demanda de las zapatillas, siendo robadas incluso a punta de pistola. Posteriormente, Nike permitió crear a Jordan su línea de ropa "Jordan Brand". La compañía incluye una larga lista de atletas y famosos.
Jordan también estuvo en contacto con los personajes animados de Looney Tunes. En el Super Bowl XXVII de 1993 se mostró un anuncio en el que aparecían Jordan y Bugs Bunny jugando un partido de baloncesto contra un grupo de marcianos. Este anuncio del Super Bowl inspiró el lanzamiento de la película Space Jam de 1996, protagonizada por Jordan y Bugs Bunny en una historia ficticia durante su primer retiro del baloncesto. Ambos han aparecido posteriormente en anuncios para MCI.

### Propietario

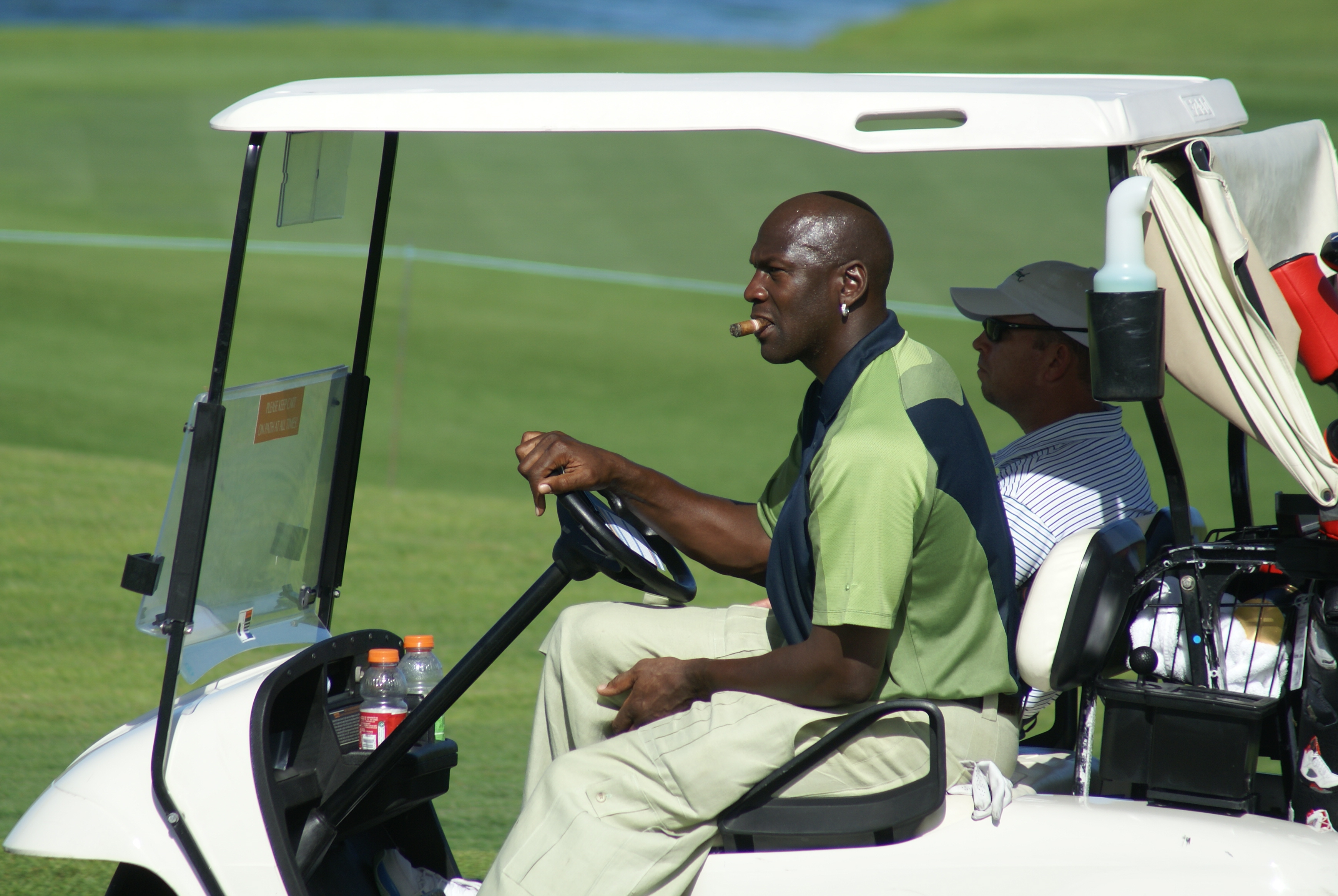
Jordan jugando al golf en 2007.

Tras retirarse por tercera vez, Jordan asumió que sería capaz de regresar a su puesto de Presidente de Operaciones en Washington Wizards. Sin embargo, el 7 de mayo de 2003, Abe Pollin lo despidió.
Tras ello, Jordan se mantuvo en forma jugando al golf en torneos benéficos, compitiendo además con otros exjugadores como Toni Kukoč y Scottie Pippen, pasó el tiempo con su familia en Chicago, promovió su línea de ropa «Jordan Brand» y condujo motocicletas, una afición que no podía practicar cuando era jugador de la NBA, ya que no está permitido en los contratos. Desde su retirada, se le ha podido ver en muchos circuitos de los Grandes Premios del Mundial de Motociclismo.
El 17 de marzo de 2006, Jordan compró los derechos totales de los Charlotte Bobcats de Carolina del Norte, convirtiéndose así en el gerente de dicho equipo. El 15 de julio se convirtió en copropietario de Charlotte Bobcats y fue nombrado Miembro de Dirección de Operaciones de Baloncesto. Junto con Robert L. Johnson, son los principales propietarios de la franquicia.
El 21 de septiembre de 2020, Jordan y el piloto de NASCAR Denny Hamlin anunciaron que presentarían un equipo de NASCAR con Bubba Wallace como piloto, comenzando la competición de cara a la temporada 2021. El equipo lleva el nombre de 23XI Racing (veintitrés-once racing) y la inscripción del equipo llevará el número 23.
En julio de 2023, tras 13 años como accionista mayoritario y propietario de los Charlotte Hornets, la junta de gobernadores de la NBA aprobó la venta del equipo por unos $3.000 millones, a un grupo liderado por Rick Schnall y Gabe Plotkin. En su momento, en 2010, pagó $275 millones por esa participación mayoritaria.

### Documentales
Durante su carrera, y principalmente desde su retirada, Jordan ha sido objeto de decenas de documentales y reportajes televisivos, en los que se narra su vida y su carrera como jugador. Uno de los primeros y más famosos documentales fue Michael Jordan: Come Fly with Me dirigido por David Gavant en 1989, donde se muestra el despegue de Jordan como jugador de baloncesto.
Más tarde, en 1992, el director Gary Fleder, lanzó Michael Jordan: Air Time que narra la carrera de Jordan durante los campeonatos de 1991-1992 y el Dream Team. En 1996, Don Sterling dirigió Michael Jordan, Above and Beyond donde revela la historia íntima de la pasión y determinación que impulsaron su meteórica carrera.
En 1999, Michael Jordan: His Airness dirigido por Larry Weitzman, un documental completo de su carrera, desde la Universidad de Carolina del Norte hasta su retirada. Mismo formato que repitió en el año 2000, Michael Jordan to the Max de Don Kempf y James D. Stern. En 2001, se lanza Ultimate Jordan, un extenso documental de más de 5 horas sobre su carrera.
En agosto de 2010, se publicó Jordan Rides the Bus, dirigido por Ron Shelton, y que formó parte de la colección "30 por 30" episodios documentales de la ESPN.
En abril de 2020, se estrena la serie documental The Last Dance, dirigida por Jason Hehir, producida por ESPN y distribuida por la plataforma Netflix. En ella se narra, durante 10 episodios, la última temporada de Jordan en Chicago Bulls, la 1997-98. En mayo de ese mismo año, VICE TV lanza One Man and His Shoes, un documental de dos horas dirigido por Yemi Bamiro en el que se analiza el impacto social, cultural y racial de la icónica zapatilla Air Jordan.

### La imagen de Jordan

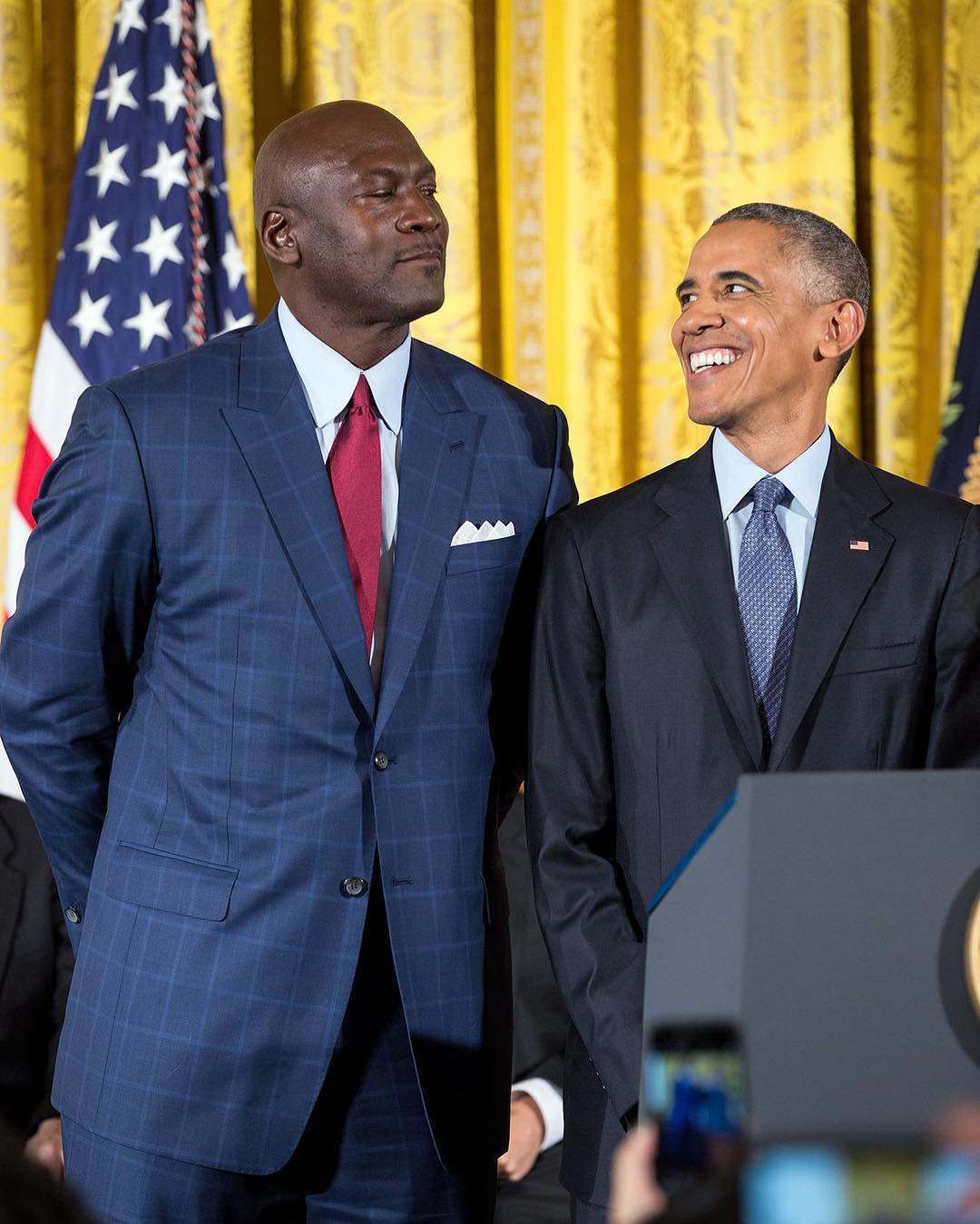
Jordan recibiendo la Medalla de la Libertad de manos de Barack Obama.

Los deportistas profesionales han estado siempre asociados a patrocinios y promociones comerciales. La vida deportiva de Jordan ha estado siempre ligada paralelamente a sus contratos multimillonarios con marcas comerciales como Nike y McDonald's. En la industria del coleccionismo, los cromos o tarjetas de Michael Jordan son piezas de auténtica devoción. Nike hizo unas zapatillas para él exclusivamente rojas y negras. Estaba prohibido en la NBA llevar deportivas con dos tonalidades diferentes y provocó un enfrentamiento entre el comisionado David Stern y Nike, que acabó con multas millonarias.
En 1992, Michael Jordan participó en el vídeo musical de Jam con el cantante y bailarín Michael Jackson, el cual se lleva a cabo dentro de una cancha de baloncesto bajo techo, donde Jackson enseña a Jordan cómo bailar, y a cambio, Jordan enseña a Jackson cómo jugar al baloncesto.
En 1996, Warner Bros. le dio a Jordan un papel protagonista en un filme de dibujos animados repleto de efectos especiales, Space Jam, donde compartía cartel con los más famosos personajes de dibujos animados de la casa Warner como Bugs Bunny y el pato Lucas, y otros jugadores de la NBA como Charles Barkley y exjugadores como Larry Bird. La película recaudó más de 200 millones de dólares.
El 27 de mayo de 2010, Jordan llega a un acuerdo con 2K Sports para ser portada del videojuego NBA 2K11: se trata del primer exjugador que es portada de la franquicia. Además, fue su primera aparición en un videojuego después de muchos años, debido al alto caché que tiene la imagen del jugador. Posteriormente, apareció en los siguientes juegos de la franquicia NBA 2K12 y NBA 2K13, debido a que dichos juegos incluyen equipos clásicos, entre ellos seis versiones de Chicago Bulls en los años en los que Jordan jugaba y cuatro de esas versiones son los años en los que Chicago Bulls ganó el anillo de la mano de Jordan, aunque después del NBA 2K11 Jordan dejó de ser la cara del producto. Para la edición de 2016, NBA 2K16, Jordan volvió a aparecer en portada, en una edición especial.

### Libros
Jordan es autor de varios libros basados en su vida, su carrera profesional y su manera de ver el mundo.
- Rare Air: Michael on Michael (1993) junto a Mark Vancil y Walter Iooss.[108][109]
- I Can't Accept Not Trying: Michael Jordan on the Pursuit of Excellence (1994) junto a Mark Vancil y Sandro Miller.[110]
- For the Love of the Game: My Story (1998) junto a Mark Vancil.[111]
- Driven from Within (2005) junto a Mark Vancil.[112]

## Estadísticas de su carrera en la NBA
|  | Denota temporadas en las que ganó un Campeonato de la NBA |
|  | Líder de la liga                                          |
|  | Récord de la NBA                                          |

### Temporada regular
| Año      | Equipo     | PJ    | PT    | MPP  | %TC  | %3P  | %TL  | RPP | APP | ROB | TPP | PPP  |
| -------- | ---------- | ----- | ----- | ---- | ---- | ---- | ---- | --- | --- | --- | --- | ---- |
| 1984-85  | Chicago    | 82    | 82    | 38.3 | .515 | .173 | .845 | 6.5 | 5.9 | 2.4 | .8  | 28.2 |
| 1985-86  | Chicago    | 18    | 7     | 25.1 | .457 | .167 | .840 | 3.6 | 2.9 | 2.1 | 1.2 | 22.7 |
| 1986-87  | Chicago    | 82    | 82    | 40.0 | .482 | .182 | .857 | 5.2 | 4.6 | 2.9 | 1.5 | 37.1 |
| 1987-88  | Chicago    | 82    | 82    | 40.4 | .535 | .132 | .841 | 5.5 | 5.9 | 3.2 | 1.6 | 35.0 |
| 1988-89  | Chicago    | 81    | 81    | 40.2 | .538 | .276 | .850 | 8.0 | 8.0 | 2.9 | .8  | 32.5 |
| 1989-90  | Chicago    | 82    | 82    | 39.0 | .526 | .376 | .848 | 6.9 | 6.3 | 2.8 | .7  | 33.6 |
| 1990-91  | Chicago    | 82    | 82    | 37.0 | .539 | .312 | .851 | 6.0 | 5.5 | 2.7 | 1.0 | 31.5 |
| 1991-92  | Chicago    | 80    | 80    | 38.8 | .519 | .270 | .832 | 6.4 | 6.1 | 2.3 | .9  | 30.1 |
| 1992-93  | Chicago    | 78    | 78    | 39.3 | .495 | .352 | .837 | 6.7 | 5.5 | 2.8 | .8  | 32.6 |
| 1994-95  | Chicago    | 17    | 17    | 39.3 | .411 | .500 | .801 | 6.9 | 5.3 | 1.8 | .8  | 26.9 |
| 1995-96  | Chicago    | 82    | 82    | 37.7 | .495 | .427 | .834 | 6.6 | 4.3 | 2.2 | .5  | 30.4 |
| 1996-97  | Chicago    | 82    | 82    | 37.9 | .486 | .374 | .833 | 5.9 | 4.3 | 1.7 | .5  | 29.6 |
| 1997-98  | Chicago    | 82    | 82    | 38.8 | .465 | .238 | .784 | 5.8 | 3.5 | 1.7 | .5  | 28.7 |
| 2001-02  | Washington | 60    | 53    | 34.9 | .416 | .189 | .790 | 5.7 | 5.2 | 1.4 | .4  | 22.9 |
| 2002-03  | Washington | 82    | 67    | 37.0 | .445 | .291 | .821 | 6.1 | 3.8 | 1.5 | .5  | 20.0 |
| Total    | Total      | 1,072 | 1,039 | 38.3 | .497 | .327 | .835 | 6.2 | 5.3 | 2.3 | .8  | 30.1 |
| All-Star | All-Star   | 13    | 13    | 29.4 | .472 | .273 | .750 | 4.7 | 4.2 | 2.8 | .5  | 20.2 |

### Playoffs
| Año   | Equipo  | PJ  | PT  | MPP  | %TC  | %3P   | %TL  | RPP | APP | ROB | TPP | PPP  |
| ----- | ------- | --- | --- | ---- | ---- | ----- | ---- | --- | --- | --- | --- | ---- |
| 1985  | Chicago | 4   | 4   | 42.8 | .436 | .125  | .828 | 5.8 | 8.5 | 2.8 | 1.0 | 29.3 |
| 1986  | Chicago | 3   | 3   | 45.0 | .505 | 1.000 | .872 | 6.3 | 5.7 | 2.3 | 1.3 | 43.7 |
| 1987  | Chicago | 3   | 3   | 42.7 | .417 | .400  | .897 | 7.0 | 6.0 | 2.0 | 2.3 | 35.7 |
| 1988  | Chicago | 10  | 10  | 42.7 | .531 | .333  | .869 | 7.1 | 4.7 | 2.4 | 1.1 | 36.3 |
| 1989  | Chicago | 17  | 17  | 42.2 | .510 | .286  | .799 | 7.0 | 7.6 | 2.5 | .8  | 34.8 |
| 1990  | Chicago | 16  | 16  | 42.1 | .514 | .320  | .836 | 7.2 | 6.8 | 2.8 | .9  | 36.7 |
| 1991  | Chicago | 17  | 17  | 40.5 | .524 | .385  | .845 | 6.4 | 8.4 | 2.4 | 1.4 | 31.1 |
| 1992  | Chicago | 22  | 22  | 41.8 | .499 | .386  | .857 | 6.2 | 5.8 | 2.0 | .7  | 34.5 |
| 1993  | Chicago | 19  | 19  | 41.2 | .475 | .389  | .805 | 6.7 | 6.0 | 2.1 | .9  | 35.1 |
| 1995  | Chicago | 10  | 10  | 42.0 | .484 | .367  | .810 | 6.5 | 4.5 | 2.3 | 1.4 | 31.5 |
| 1996  | Chicago | 18  | 18  | 40.7 | .459 | .403  | .818 | 4.9 | 4.1 | 1.8 | .3  | 30.7 |
| 1997  | Chicago | 19  | 19  | 42.3 | .456 | .194  | .831 | 7.9 | 4.8 | 1.6 | .9  | 31.1 |
| 1998  | Chicago | 21  | 21  | 41.5 | .462 | .302  | .812 | 5.1 | 3.5 | 1.5 | .6  | 32.4 |
| Total | Total   | 179 | 179 | 41.8 | .487 | .332  | .828 | 6.4 | 5.7 | 2.1 | .8  | 33.4 |

## Logros y reconocimientos
Premios

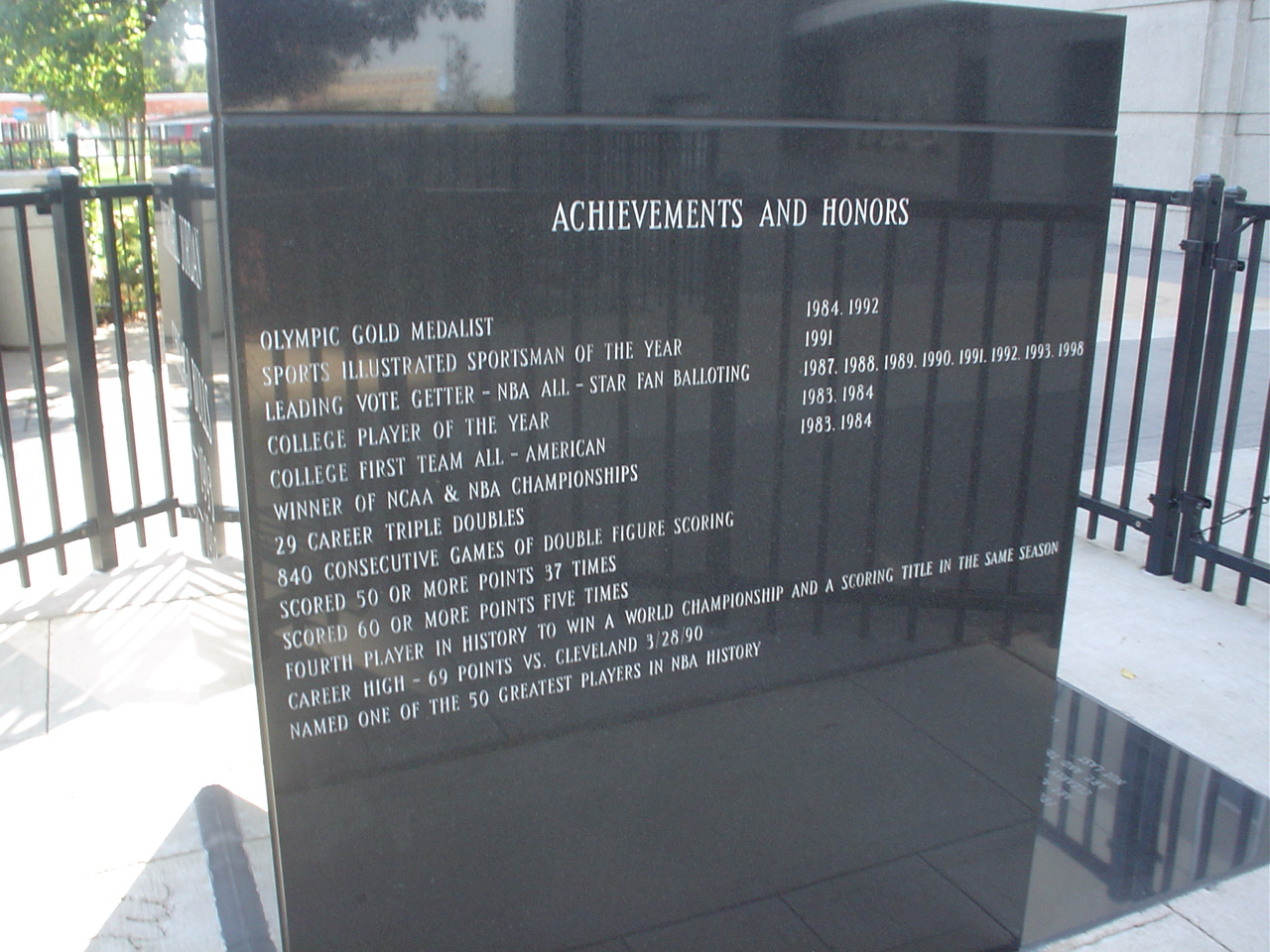
Placa cronológica de las proezas de Jordan en su carrera.

- 6 veces campeón de la NBA (1991, 1992, 1993, 1996, 1997, 1998)
- 6 veces MVP de las finales (1991, 1992, 1993, 1996, 1997, 1998)
- 5 veces MVP de la temporada (1988, 1991, 1992, 1996, 1998)
- 14 veces All-Star (no participó en el de la temporada 1985-1986 por lesión)
- 2 medallas de oro olímpicas (Los Ángeles 1984, Barcelona 1992)
- Mejor defensor del año (1988)
- Rookie del año (1985)
- 11 veces en el mejor quinteto de la NBA (10 en el primer equipo, 1 en el segundo)
- 9 veces en el mejor quinteto defensivo de la NBA (todas ellas en el primer equipo)
- 2 veces campeón del concurso de Mates de la NBA (1987, 1988)
- Naismith College Player of the Year (1984)
- Premio John R. Wooden (1984)
- Trofeo Adolph Rupp (1984)
- ACC Men's Basketball Player of the Year (1983-84)
- Medalla de Oro en los Juegos Panamericanos (Caracas, 1983)
- Deportista del año (Sports Illustrated, 1991)
- Elegido uno de los 50 mejores jugadores de la historia de la NBA en 1996
- Miembro del Basketball Hall of Fame (clase 2009)[113]
- Elegido en el Equipo del 75 aniversario de la NBA en 2021

Récords
- Más títulos de máximo anotador (10)
- Mayor promedio anotador en una carrera de la historia (30,1)
- Mayor promedio anotador en una carrera de la historia en eliminatorias (33,4)
- Más partidos consecutivos anotando en dobles dígitos (842)
- Mayor promedio anotador en unas finales (40,1 en 1993)
- Más MVP de las Finales (6)
- Anotación más alta en un partido de playoffs (63 puntos, el 20 de abril de 1986)

Logros
- Anotó 40 o más puntos en 211 partidos (173 temporada regular, 38 playoffs)
- Anotó 50 o más puntos en 39 partidos (31 temporada regular, 8 playoffs)
- Consiguió 30 triples-dobles (28 temporada regular, 2 playoffs)
- Consiguió el primer triple-doble en un All-Star Game (14-11-11 en 1997)

Hall of Fame
Jordan ingresó en el Basketball Hall of Fame (Salón de la Fama del Baloncesto) el 11 de septiembre de 2009 junto a dos exjugadores, David Robinson y John Stockton y dos técnicos, Jerry Sloan y C. Vivian Stringer, en una ceremonia celebrada en Springfield, Massachusetts.

### Partidos ganados sobre la bocina
|      | con Chicago Bulls            |
|      | con Washington Wizards       |
| (PO) | Denota un partido de PlayOff |

| Número | Tiro               | Margen | Resultado | Oponente            | Fecha                   |
| ------ | ------------------ | ------ | --------- | ------------------- | ----------------------- |
| 1 (PO) | Tiro en suspensión | -1     | 101-100   | Cleveland Cavaliers | 7 de mayo de 1989       |
| 2      | Tiro en suspensión | Empate | 84-82     | Utah Jazz           | 13 de noviembre de 1990 |
| 3      | Tiro de tres       | -1     | 96-98     | Detroit Pistons     | 11 de noviembre de 1992 |
| 4 (PO) | Tiro en suspensión | Empate | 103-101   | Cleveland Cavaliers | 17 de mayo de 1993      |
| 5      | Tiro en suspensión | -1     | 99-98     | Atlanta Hawks       | 25 de marzo de 1995     |
| 6      | Tiro de tres       | Empate | 100-103   | Charlotte Hornets   | 11 de febrero de 1997   |
| 7 (PO) | Tiro en suspensión | Empate | 82-84     | Utah Jazz           | 1 de junio de 1997      |
| 8      | Tiro en suspensión | Empate | 110-112   | Atlanta Hawks       | 13 de febrero de 1998   |
| 9      | Tiro en suspensión | -1     | 93-92     | Cleveland Cavaliers | 31 de enero de 2002     |

1. ↑  Se conoce como "The Shot".